# Peter Wang
Peter Wang er en amerikansk skuespiller og filminstruktør født i Beijing. Han er bedst kendt for at skrive og producere filmen The Great Wall fra 1986, som er den første amerikanske spillefilm, der er medproduceret af et produktionsselskab i Kina.
Wang blev født i Beijing, men voksede op i Taiwan efter den kinesiske revolution i 1949. Peter Wang kom til USA i 1970'erne for at tage en ph.d. i elektro-optik ved University of Pennsylvania, men begyndte senere at optræde på San Francisco's Asian Living Theatre. Wangs første filmrolle var Henry, en syngende Chinatown-kok, i Wayne Wangs Chan Is Missing fra 1982. I 1983 samarbejdede Peter Wang og producent Shirley Sun med det kinesiske produktionsselskab Nanhai, og dette førte til, at Wang skrev, instruerede og spillede hovedrollen i The Great Wall. Under arbejdet med 1988'er science-fiction-filmen, The Laser Man, udnyttede Wang sin uddannelse, hvor han havde studeret laser-våben.

## Filmografi
- Chan Is Missing (1982)
- A Great Wall (1986)
- The Laser Man (1988)
- First Date (1989)